# Machimus mauritanicus
Machimus mauritanicus là một loài ruồi trong họ Asilidae. Machimus mauritanicus được Bequaert miêu tả năm 1964.